# Ecclesia in Urbe
Ecclesia in Urbe ist eine Apostolische Konstitution, mit der Papst Johannes Paul II. am 1. Januar 1998 das „Vikariat der Stadt Rom auf neue Weise ordnet“.
Ausgehend von der Apostolischen Konstitution Vicariae potestatis in urbe, die von Paul VI. am 6. Januar 1977 veröffentlicht wurde, erklärt Johannes Paul II. in den einleitenden Ziffern die Bedeutung des Vikariates von Rom. Er beschreibt dessen Wichtigkeit für die Gläubigen und führt die Gründe zur Revision an. In den nachfolgenden Artikeln und Paragrafen werden neben der Profilbeschreibung genau Strukturen, Aufgaben und personelle Zusammensetzung sowie die administrative Arbeit und die Gerichtsbarkeit für das Vikariat von Rom angeordnet. Somit unterliegt die Diözese Rom und der Kardinalvikar, der diese im Namen des Papstes verwaltet, den Anordnungen dieser Apostolischen Konstitution, die am 1. Mai 1998 in Kraft trat.